# 기초감염재생산수
| 질병                              | 전염경로       | R0      |
| --------------------------------- | -------------- | ------- |
| 홍역                              | 공기매개       | 12–18   |
| 디프테리아                        | 타액           | 6-7     |
| SARS-CoV-2 델타 변이              | 비말           | 5-9     |
| 천연두                            | 비말           | 5–7     |
| 소아마비                          | 대변-구강 경로 | 5–7     |
| 풍진                              | 비말           | 5–7     |
| 볼거리                            | 비말           | 4–7     |
| 백일해                            | 비말           | 5.5     |
| 코로나바이러스감염증-19           | 비말           | 3-5     |
| HIV/에이즈                        | 성적 접촉      | 2–5     |
| 사스                              | 비말           | 2–5     |
| 인플루엔자 (1918년 범유행 strain) | 비말           | 2–3     |
| 에볼라 (2014년 에볼라 유행병)     | 체액           | 1.5-2.5 |

기초감염재생산수(基礎感染再生産數, 영어: basic reproduction number, basic reproductive ratio) 또는 R0(영어: R naught)는 감염병이 전파되는 속도를 수치로 나타낸 것이다.

## 개념
R0 값은 감염자가 없는 인구집단에 처음으로 감염자가 발생하였을 때 첫 감염자가 평균적으로 감염시킬 수 있는 2차 감염자의 수를 나타낸 것이다. 예를 들어 R0 가 1보다 크다면, 최소 한 사람 이상이 추가적으로 감염될 수 있다는 뜻이며, 이 경우 감염병이 인구 집단 내에서 대확산될 가능성이 발생한다.

## 예측법
R0를 예측하기 위해 다양한 방법이 사용될 수 있다. 감염병의 대확산이 시작되는 초기 단계에서는 감염자의 수가 기하급수적으로 증가하는데, 이 때는 R0를 대략적으로 1 + (감염병의 전파율, 즉 감염자의 증가 속도) * (세대 기간)의 공식을 이용하여 산출할 수 있다. 여기에서 "세대 기간 (serial interval)"이란 첫 감염병 발생자의 증상 발병 시기와 2차 감염자의 증상 발병 시기 사이의 시간 차이를 뜻한다.

### 초기 단계 예측법의 한계
다음의 두 가지 한계를 고려해볼 수 있다.
1. 신뢰성이 떨어지는 (감염자 수 누락) : 보고 인구집단 내에서 감염자가 추가로 존재함에도 불구하고 감염자의 수가 정확하게 보고되지 않을 경우 혹은 감염자의 발생으로부터 보고 사이에 큰 지연이 발생할 경우에는 이 방법을 이용하여 산출된 R0는 실제보다 더 크거나 작게 편향될 수 있다.
2. 세대 기간 불확실 : R0를 계산하는 공식에 필요한 세대 기간 (serial interval)을 정확하게 알지 못할 경우 (예를 들어 감염자의 증상 발병시기를 정확하게 알 수 없는 경우)

## 추가 문헌
- 수학적 산출 방법과 더 자세한 정보[8][9] : J Wallinga; M Lipsitch (2007년 2월 22일). “How generation intervals shape the relationship between growth rates and reproductive numbers”. 《Proc Biol Sci》 274 (1609): 599–604. doi:10.1098/rspb.2006.3754. PMID 17476782.
- 광동성 감염병관리본부는 이 방법을 이용하여 SARS-CoV-2의 R0의 값을 9로 예측하였다.[8][9] : Tao Liu;  외. (2020년 1월 26일). “Transmission dynamics of 2019 novel coronavirus (2019-nCoV)”. doi:10.1101/2020.01.25.919787.